# Giovanni Host-Venturi
Giovanni Host-Venturi, également connu sous le nom de Nino Host-Venturi (Fiume, 24 juin 1892 - Buenos Aires, 29 avril 1980), est un homme politique et un historien italien. Protagoniste de l'entreprise de Fiume, conçue par Gabriele D'Annunzio, il est ministre des communications.

## Biographie
Irrédentiste, son nom de famille d'origine était Host-Ivessich, mais pendant la Première Guerre mondiale, ceux qui sont citoyens de l'Empire austro-hongrois et qui combattent pour le royaume d'Italie sont immédiatement fusillés comme traîtres et déserteurs, et leurs familles sont sévèrement punies. Host-Venturi décide donc d'utiliser le nom de famille de la famille Venturi qui l'a adoptée en Italie pour lui permettre de combattre aux côtés de l'Italie. Tout au long de sa vie, il n'a plus jamais partagé son nom de famille, qui est resté Host-Venturi à partir de 1915. En 1913, il fonde à Brescia un bataillon d'étudiants volontaires Sursum corda,. Au début de la Première Guerre mondiale, le 18 mars 1915, avec Icilio Baccich et Enrico Burich, il rédige un appel à Vittorio Emanuele III pour réclamer l'italianité de l'Istrie et de Fiume.
Sous le nom de guerre Giovanni Venturi, il est volontaire pendant la Première Guerre mondiale, d'abord dans le 7e régiment alpin, puis dans les Arditi de la XIIIe division d'assaut, atteignant le grade de capitaine (Capitano). Pendant le conflit, il obtient trois médailles d'argent pour la valeur militaire.
À Fiume, en avril 1919, Giovanni Host-Venturi crée la Légion de Fiume, composée d'un noyau de volontaires pour défendre la ville contre le contingent français considéré comme pro-yougoslave,, envoyant un message à Gabriele D'Annunzio, l'invitant à prendre le patronage de la cause de la Fiume italienne, et quelques mois plus tard, lorsque les négociations s'arrêtent brusquement, le 12 septembre, une force de nationalistes et d'anciens combattants italiens, composée d'environ 2 500 légionnaires sous les ordres de D'Annunzio, part de Ronchi di Monfalcone, rebaptisé par la suite Ronchi dei Legionari, et rejoint la Légion fiumaise de Host Venturi et occupe Fiume, exigeant son annexion à l'Italie. Face aux refus constants du gouvernement italien, D'Annunzio, Host-Venturi et les milliers de volontaires qui affluent dans la ville "libérée" proclament la régence du Carnaro. Giovanni Host-Venturi, Armando Odenigo et Corrado Zoli, animés d'un esprit antislave, imaginent de lancer une grande révolution en Yougoslavie avec les sécessionnistes macédoniens, albanais, monténégrins et croates.

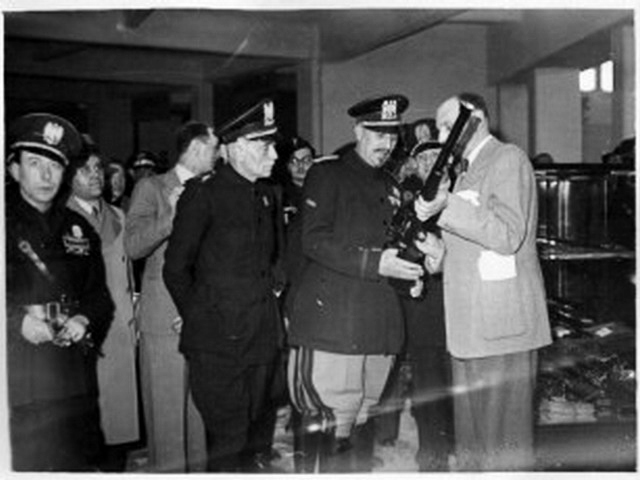
Host-Venturi à la Foire de Milan en 1941

Après la chute de la régence du Carnaro, à laquelle le gouvernement de Giolitti met fin par la force lors du Noël sanglant (Natale di sangue) de 1920, Host-Venturi poursuit son activité politique irrédentiste, se rapprochant de plus en plus du fascisme. Après l'annexion de Fiume au royaume d'Italie par le traité de Rome le 27 janvier 1924, elle devient la capitale de la province et Host-Venturi poursuit son activité politique en tant que secrétaire provincial de la fédération fasciste de Fiume du 15 novembre 1925 au 24 mai 1928 et en tant que commissaire extraordinaire de Pula du 1er avril au 24 mai 1926 et est l'un des partisans de l'assimilation forcée des populations étrangères en Vénétie julienne. Son discours anticlérical du 23 mai 1925 au Congrès des fascistes d'Istrie, dans lequel il dénonce l'utilisation des langues slaves par les ecclésiastiques slovènes et croates lorsqu'ils officient à la messe et prêchent, est célèbre. En 1927, lors d'une conférence tenue à Trieste, Host-Venturi, avec Bruno Coceani, Giuseppe Cobolli et d'autres hiérarques juliens et frioulans, définit les lignes directrices pour l'italianisation complète des locuteurs non natifs du Frioul, de la Vénétie Julienne et de Zadar.
Ayant rejoint les rangs des fascistes intransigeants, Host-Venturi, comme Mario Carli, est parfois considéré comme un "fasciste de gauche".
Il poursuit ensuite sa carrière politique à Rome et devient membre de la Chambre des Députés en 1934 et Conseiller national de la Chambre des Faisceaux et des Corporations en 1939. En 1935, il est d'abord sous-secrétaire d'État à la marine marchande, contribuant à la consolidation de Finmare, puis, entre 1939 et février 1943, ministre des communications. Cinq mois avant la chute du fascisme, pour des raisons qui ne nous sont pas connues, il est évincé du gouvernement par Mussolini lui-même, à la suite d'un important remaniement de la structure gouvernementale par le "Duce". Après le 8 septembre 1943, il rejoint la République sociale italienne mais n'occupe pas de poste important.
En 1948, il s'installe en Argentine avec sa famille et continue à s'intéresser à la politique, rencontrant à plusieurs reprises le président Juan Perón et lui suggérant de créer des zones franches industrielles à Bahía Blanca et Rosario pour encourager le développement économique du pays. Le projet rencontre une certaine approbation au sein du gouvernement péroniste, mais n'a jamais été réellement mis en œuvre.
Son fils Franco, né à Rome en 1937, mais qui a émigré avec son père en Argentine et devient un peintre et un dessinateur de renom, est membre de la "Juventud Peronista" depuis son enfance et rejoint ensuite les FAP (Fuerzas Armadas Peronistas), un groupe de guérilla actif au début des années 1970 à Buenos Aires et dans les principales villes d'Argentine. Il est enlevé à Mar del Plata le 24 février 1976 par des paramilitaires et on n'a plus entendu parler de lui. On a d'abord pensé qu'il avait été emmené dans un centre de détention en Patagonie, mais tous les efforts de sa famille pour le retrouver se sont avérés vains et il est officiellement considéré comme "desaparecido" dans les années 1980.
Nino Host-Venturi est mort en 1980 en se suicidant à Buenos Aires.

## Décorations honorifiques
- Médaille d'argent de la valeur militaire
Il s'est porté volontaire pour mener une reconnaissance audacieuse qu'il avait lui-même proposée le long de la voie ferrée Plava-Gorizia et sur les pentes abruptes du mont Sabotino afin d'établir le contact avec les troupes de flanc. Il s'est brillamment acquitté de sa tâche, malgré le terrain difficile et le feu ennemi intense qui a tué un homme, et a réussi à capturer un ennemi. En diverses autres circonstances, il s'est spontanément exposé à de grands dangers pour effectuer des opérations de reconnaissance audacieuses et non moins importantes. Mont Sabotino, 9-10 août 1916
 - Médaille d'argent de la valeur militaire
Volontaire irrédentiste, bien que n'étant pas complètement remis des blessures reçues quelques jours plus tôt au combat, où il s'était distingué, à la tête d'une colonne, dans l'attaque d'une position importante, il a voulu quitter le lieu de traitement malgré l'interdiction du médecin militaire. Il a insisté pour offrir ses services en tant que liaison et éclaireur et a accompli ces tâches avec bravoure et compétence. De sa propre initiative, il a également effectué diverses opérations de reconnaissance audacieuses, réussissant avec de simples patrouilles à infliger des pertes à l'ennemi et à capturer plusieurs prisonniers, jusqu'à ce que, à la suite de la réouverture et de l'infection d'une blessure, il doive être à nouveau hospitalisé. Un bel exemple d'amour élevé pour son pays, d'esprit de sacrifice et de mépris du danger. Secteur de Plava, 14-24 mai 1917.
 - Médaille d'argent de la valeur militaire
Lorsqu'il a atteint la position qui lui était assignée avec sa compagnie, il l'a défendue avec une grande énergie contre les assauts répétés de l'adversaire, qui tentait de le déborder. Blessé le commandant de l'unité, il prend le commandement de l'unité, donnant des preuves admirables de calme, d'énergie et d'intelligence. Falzè di Piave, 27-29 octobre 1918.
 - Commandeur de l'Ordre de la Couronne d'Italie
 - Médaille commémorative de l'expédition de Fiume

## Ouvrages
- (it) La passione di Fiume, Fiume, Urbania, 1928.
- (it) L'impresa fiumana, Rome, G. Volpe, 1976.

## Sources
- (it) Cet article est partiellement ou en totalité issu de l’article de Wikipédia en italien intitulé « Giovanni Host-Venturi » (voir la liste des auteurs).